# 熱海城
35°5′11.13″N 139°4′43.31″E / 35.0864250°N 139.0786972°E

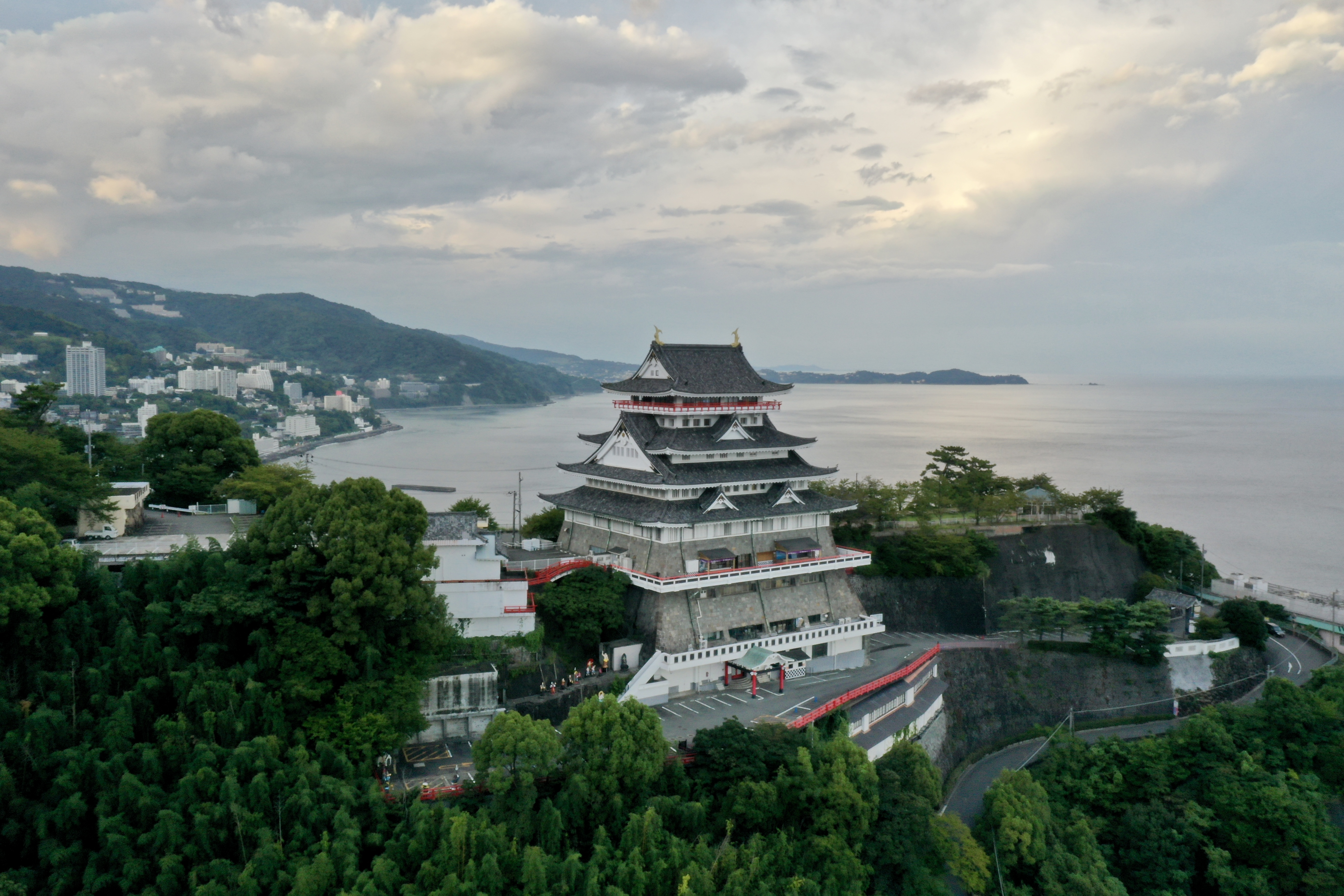
熱海城

熱海城（日语：／ Atami-jō）是位於日本靜岡縣熱海市錦浦山頂的一座觀光設施，並非歷史上實際存在過的城堡。熱海城修建於1959年，外觀為5重天守，內有9層，為鋼筋混凝土建築。熱海城種植有208株櫻花，每年3月下旬至4月上旬舉辦「熱海城櫻花祭」。內部還有美術館等設施。